# Kleidokraniální dysplazie

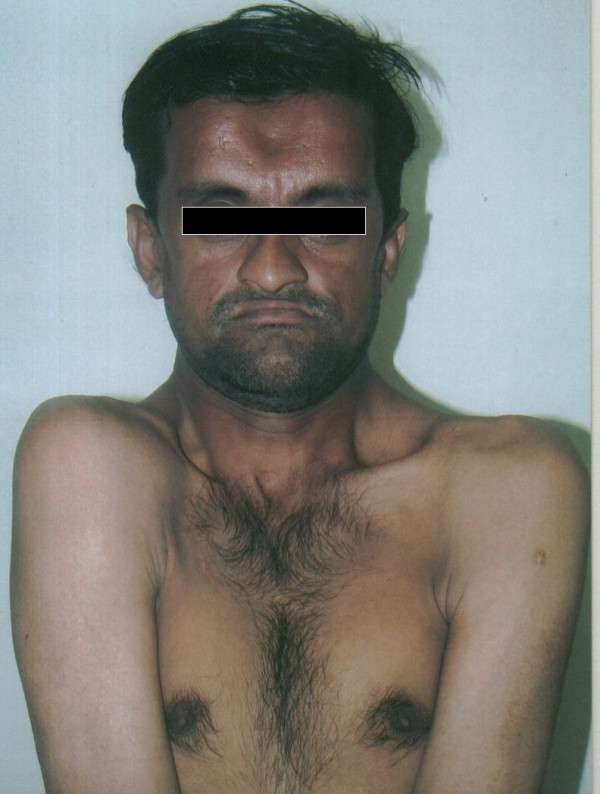
Kleidokraniální dysplazie - projevy hlavně na čele, v obličejových rysech, dále i vyšší mobilita ramen

Kleidokraniální dysplazie (CCD , _ cleidocranial dysplasia _) patří mezi vzácná autozomálně dominantní onemocnění. Porucha je nejčastěji způsobena přítomností mutací v genu RunX2 (Runt-related transcription factor 2), jehož proteinový produkt je klíčový transkripční faktor ovlivňující diferenciaci osteoblastů a kostní morfogenézi. Postižené jedince charakterizuje jednostranná nebo oboustranná částečná nebo plná aplazie klíční kosti, mají anomálie v osifikaci lebky vč. čelistí, anomálie vývoje zubů, aplazii symfýzy a arachnodaktylii, skoliózu aj. Postižení jedinci jsou obvykle nízkého vzrůstu.